# Gbahi Gwladys Sakoa
Gbahi Gwladys Sakoa, née le 3 décembre 1992, est une escrimeuse ivoirienne. Vice-championne d'Afrique en 2016, elle représente son pays aux Jeux de Rio de Janeiro. C'est la première fois que la Côte d'Ivoire sera représentée dans une épreuve d'escrime olympique.
Deux jours avant son podium continental, elle est battue en finale du tournoi de qualification africain par la Sud-africaine Juliana Barrett. Ce n'est qu'après la non-sélection de cette dernière par le comité olympique d'Afrique du Sud que Sakoa obtient sa qualification pour Rio. L'année suivante, elle est couronnée championne d'Afrique.

## Palmarès
- Championnats d'Afrique d'escrime
  -  Médaille d'or aux championnats d'Afrique d'escrime 2017 au Caire
  -  Médaille d'argent aux championnats d'Afrique d'escrime 2016 à Alger
  -  Médaille de bronze aux championnats d'Afrique d'escrime 2018 à Tunis

## Classement en fin de saison
| Année | 2012 | 2013 | 2014 | 2015 | 2016 | 2017 | 2018 | 2019 |
| ----- | ---- | ---- | ---- | ---- | ---- | ---- | ---- | ---- |
| Rang  | 226  | 68   | 78   | 247  | 33   | 36   | 57   | 53   |